# Comuna Zabolottea, Liuboml
Zabolottea (în ucraineană За́болоття) este o comună în raionul Liuboml, regiunea Volînia, Ucraina, formată din satele Humenți, Krușîneț și Zabolottea (reședința).

## Demografie
Componența lingvistică a satului Zabolottea
     Ucraineană (99,92%)
     Alte limbi (0,08%)
Conform recensământului din 2001, majoritatea populației satului Zabolottea era vorbitoare de ucraineană (99,92%), existând în minoritate și vorbitori de alte limbi.